# 7439 Tetsufuse
7439 Tetsufuse (1994 XG1) là một tiểu hành tinh vành đai chính được phát hiện ngày 6 tháng 12 năm 1994 bởi T. Kobayashi ở Oizumi.